# Psilosetia pura
Psilosetia pura là một loài bướm đêm trong họ Geometridae.